# Neomuscina ponti
Neomuscina ponti är en tvåvingeart som beskrevs av Guilherme A.M.Lopes och Khouri 1995. Neomuscina ponti ingår i släktet Neomuscina och familjen husflugor. Inga underarter finns listade i Catalogue of Life.